# 黃海韻
黃海韻（12月6日—）或稱暱稱兔寶，是一名台灣女模特兒及網路紅人，主要從事模特兒寫真及網路拍賣。黃海韻以僅157公分，卻有34I罩杯巨乳的姣好身材在外拍圈、網路聞名，入行不久後Instagram帳號累積了超過20萬的粉絲；但自稱為此受到困擾，如遭人騷擾、難以購買內衣。曾交過一名男友。
黃海韻與同業的網路紅人辛尤里朋友，2018年6月陪同後者至台北地院開庭。2019年登上《尤物USEXY》封面。2020年推出首本寫真集，在當中首次展現上空寫真，她與安希、郭鬼鬼現身於同年7月30日的發表會上。

## 外部連結
- 黃海韻的Instagram帳戶
- 黃海韻的X（前Twitter）